# Dylaby
Dylaby, ein dynamisches Labyrinth war eine experimentelle Ausstellung der sechs Künstler Jean Tinguely, Daniel Spoerri, Robert Rauschenberg, Martial Raysse, Niki de Saint Phalle und Per Olof Ultvedt, die vom 30. August bis zum 30. September 1962 im Stedelijk Museum in Amsterdam stattfand.

## Vorgeschichte
Nachdem Willem Sandberg, Direktor am Stedelijk Museum in Amsterdam, 1960 in Zürich Daniel Spoerri in einem ersten Gespräch für eine Ausstellung kinetischer Kunst in seinem Museum interessiert hatte, begann Spoerri mit der Planung derselben. Während der Planungszeit meldete sich Pontus Hultén, Direktor des damals zwei Jahre alten Moderna Museet in Stockholm, um sein Interesse an der Übernahme der geplanten Ausstellung für sein Museum anzumelden, wobei er allerlei Ideen für die Auswahl von Künstlern und Objekten einbrachte. Hultén, der seit Jahren mit Tinguely befreundet war, stellte den Katalog zusammen, und Spoerri befasste sich vor allem mit der Auswahl, Organisation und Einrichtung der am 10. März 1961 im Stedelijk Museum eröffneten Ausstellung Bewogen Beweging, an der auch die ZERO-Künstler Heinz Mack, Otto Piene und Günther Uecker teilnahmen und die in Stockholm Rörelse i Konsten hieß. Der Vorschlag Daniel Spoerris, von einigen Künstlern einen speziellen Raum gestalten zu lassen, führte unter anderem zu einem Environment von Jesús Rafael Soto, einer an der Wand hängenden Raumskulptur aus Holz von Ultvedt und einer großen, an der Fassade des Museums befestigten Skulptur von Jean Tinguely und seinen entworfenen Springbrunnen für den Teich im Museumsgarten. Vor allem sein Saal voller sich bewegender Maschinen brachte sowohl den Ausstellungsbesucher wie die Presse völlig aus der Fassung.
Im August 1960 nahm Sandberg Kontakt mit Jean Tinguely auf, um dessen Plan einer labyrinthischen Konstruktion, die Elemente aus Vergnügungspark und Theater, Ausstellung und Geisterbahn verbinden sollte, zu verwirklichen. Für eine im selben Jahr vorgesehene Weltausstellung in der Schweiz hatte Tinguely gemeinsam mit Daniel Spoerri und Bernhard Luginbühl bereits eine „Ideen-Skizze“ und ein Modell entworfen, bei dem der Besucher durch ein hundert Meter hohes „Dynamisches Labyrinth“, in der es keine getrennt wahrnehmbaren Kunstwerke mehr geben würde und das den „Besucher wie ein Jahrmarkt aufnehmen und mit einer aufregenden Mischung extremer, visueller, physischer und psychischer Empfindungen durchrütteln“ sollte.

## Ausstellung

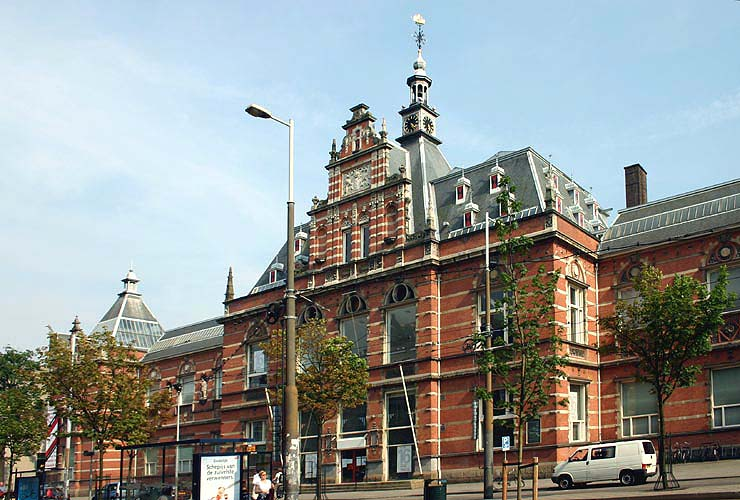
Das Stedelijk Museum, der Ausstellungsort

Zunächst war ein „labyrinthe dynamique“ für Mai bis Juni 1962 geplant. Als teilnehmende Künstler waren Niki de Saint-Phalle, Jasper Johns, Robert Rauschenberg, Daniel Spoerri und Jean Tinguely, zeitweise auch Jasper Johns, Larry Rivers, Jim Dine, Bruce Conner, John Chamberlain, Zofia Stankiewicz, Edward Kienholz, Cy Twombly und Robert Watts sowie die Künstler Arman, Eva Aeppli, Raymond Hains, Yves Klein, Bernhard Luginbühl, Martial Raysse und Per Olof Ultvedt vorgesehen. Jedoch wurden die Pläne mehrfach geändert, und Sandberg legte mit Tinguely während eines Gesprächs in New York am 30. April 1962 fest, dass neben ihm nur noch Rauschenberg, Spoerri, de Saint Phalle und Ultvedt – letztgenannter anstelle von Jasper Johns – ausstellen sollten. Am 4. Mai 1962 trat Tinguely gemeinsam mit Rauschenberg, Niki de Saint Phalle und Öyvind Fahlström in New York in The Construction of Boston, einer Choreographie von Merce Cunningham auf. Zehn Tage später, am 14. Mai, verfasste Sandberg einen Brief mit einer „liste definitive“, auf der auch Jim Dine und Martial Raysse genannt waren sowie Sandberg als „arbiter“. Dine schied später aus.

### Katalog und Plakat
Da die Räume und die Kunstwerke im allerletzten Moment fertig wurden, erschien der Katalog erst nach der Eröffnung der Ausstellung. Der niederländische Fotograf Ed van der Elsken begleitete die Künstler während des Aufbaus der insgesamt sieben Räume, um Fotografien zu verschiedenen Zeiten anzufertigen. Piet van der Have vom Grafikkabinett des Stedelijk Museums entwarf das Layout mit den Fotos von van der Elsken und einem Text von Sandberg. Innerhalb des Katalogs befindet sich als loses Blatt ein präziser Grundriss, den Ultvedt zeichnete, und Rauschenberg entwarf den Umschlag mit dem doppelten Pfeil. Martial Raysse tauchte für Umschlag und Plakat seine Füße in schwarze Latexfarbe, und van der Have brachte darunter mit Schablonenlettern den Text an.

### Räume und Werke
Nach zweieinhalb Wochen Aufbau, bei dem den Künstlern vollkommene Freiheit zugestanden wurde, befand sich am Anfang des Dylaby als Wandobjekt ein Autoreifen von Robert Rauschenberg, auf dem ein Brett mit einem schwarzen Doppelpfeil befestigt wurde, wobei der Pfeil auf die beiden Eingänge des Dylaby verwies. Der eine Eingang führte in Daniel Spoerris furchterregendes und stockdunkles Labyrinth (Raum I), wo der Tastsinn der Besucher gefragt war, der andere in einen von Ultvedt gestalteten Raum (Raum II), wo den Besucher eine Kletterpartie in einem verschachtelten Holzbau erwartete, der in den nicht viel größeren Raum hineingezwängt war. Der nun folgende Raum (Raum III), wieder von Spoerri gestaltet, bot einen um 90 Grad gekippten Museumssaal, in dem die Bilder auf dem Boden und an der Decke „hingen“ und aus der Wand Sockel mit Plastiken hervorragten.
Der von Martial Raysse gestaltete Raum IV bot ein großes Badebecken, in dem allerlei Plastiktiere wie Enten und Schwäne oder Bälle trieben. In einer Ecke des Raumes stand eine Jukebox und in einer anderen Ecke ein rohrgeflochtener Strandkorb, in dem eine „modisch aufgedonnerte Schaufensterpuppe“ saß. An den Wänden hing Gemäldeartiges, auch ein Badehöschen und ein Schwimmreifen. Der Boden war mit Kunstgras ausgelegt, auf dem gleichfalls Plastikbälle und -tiere verteilt herumlagen, und ein Schild auf einem Ständer zeigte die Neonaufschrift „Raysse Beach“.
In Raum V, der „Shooting Gallery“, befanden sich Arbeiten von Niki de Saint Phalle. Jean Tinguely, damals Lebensgefährte von Niki de Saint Phalle, half beim Bau ihrer „Shooting Gallery“, die aus einer dreidimensionalen Gruppe prähistorischer Monster sowie aus Gips-Mannequinköpfen, ausgestopften Tieren und Plastikpuppen bestand. Das Ganze wurde von Tinguely weiß bemalt und im oberen Bereich mit Elektromotoren versehen, an denen Beutel mit Farbe befestigt waren, auf die die Besucher mit einem Luftgewehr zu schießen hatten. Traf jemand einen Beutel, so spritzte die Farbe über das Relief der Monster, wodurch sich auf die Dauer ein effektvolles Bild ergab. Im selben Raum angrenzend befand sich in 2,5 Meter Höhe ein auf mehreren Metallröhren ruhender Boden. Unterhalb des Bodens hatte Tinguely zwischen die Röhren eine kompliziert aussehende Maschinerie gebaut, die er nach einem bekannten Schweizer Künstler, der große nutzlose Apparate gefertigt hatte, Hommage á Anton Müller nannte. Über Treppen gelangte der Besucher nach oben auf den Boden, in dem sich ein Loch befand. Schaute man dort hindurch, sah der Betrachter, wie die Maschine „ein Wirrwarr von Eisendrähten, Stahlfedern, Gummischläuchen, Pelzen und Lumpen in unsinnige tanzende Bewegungen versetzte: ‚Ordures animées‘“. Per Olof Ultvedt, der Dritte in Raum V, trug einen erhöhten Laufsteg bei, der mit hölzernenen Tourniquets versehen war, die, wenn ein Besucher sie drehte, wiederum horizontal angebrachte Räder bewegten, an denen große weiße Hemden hingen. Von diesem Laufsteg gelangte man durch eine Tür, die Ultvedt in eine Assemblage verwandelt hatte, in den Raum von Robert Rauschenberg (Raum VI). Hier erwarteten den Besucher käfigartige Gebilde, darin Assemblagen, von denen einige Geräusche machten oder sich bewegten, wie zum Beispiel die sich schnell kreisenden Zeiger der liegenden Bahnhofsuhren. Zwischen diesen Käfigen verlief ein erhöhter, mit Asphalt bedeckter Laufsteg, in dessen Mitte wie bei einer Autostraße ein Mittelstreifen aufgemalt war.
Raum VII, von Jean Tinguely erdacht, beherbergte einen kleinen Tunnel mit einem seitlich ansteigenden Holzboden, aus dessen Löchern Luft entwich und dutzende von Ballons mit der Aufschrift „DYLABY“ in den Raum blies. In einer Ecke des Raums saß ein Mitarbeiter des Museums, der, da viele Ballons platzten, mit einem Staubsauger immer wieder neue Luftballons aufblasen musste. Hinaus aus diesem Raum gelangte der Besucher unvermutet in einen ganz normalen gängigen Museumssaal.
Das Material für die Ausstellung, das hauptsächlich von Flohmärkten, aus Second-Hand-Läden oder aus „vorgefundenem Material“ (Objet trouvé – eine Reminiszenz an Marcel Duchamp) wurde zum großen Teil nach Beendigung der Ausstellung auf dem Müllplatz entsorgt.

## Rezeption
Innerhalb der Geschichte der Kunstausstellung war bei der Exposition Internationale du Surréalisme in Paris 1938 die Absage an den weißen Galerieraum der Moderne und der Inszenierungscharakter, der gleichberechtigte Einsatz von Kunstwerk und Fundstück ein maßgeblicher Vorläufer für die Rauminszenierungen und Installationen der 1960er-Jahre. Unmittelbar an den Charakter der Ausstellung von 1938 knüpfte 1962 Dylaby an. Mit der Ausstellung BEUYS des Bildhauers Joseph Beuys im Museum Abteiberg im September und Oktober 1967 sowie den Ausstellungen 503 (1600 Cubic Feet) Level Dirt von Walter De Maria vom 28. September bis 10. Oktober 1968 in der Galerie von Heiner Friedrich in München und Ohne Titel (Dodici Cavalli Vivi) von Jannis Kounellis (Rom 1969) und anderen, setzte sich der Künstler-Raum und die Künstler-Ausstellung, „ausgehend von der surrealistischen Praxis, zu einer eigenen Einrichtung innerhalb des Mediums Ausstellung“ durch, die ihrerseits die Künstlerräume der 1980er Jahre zur Folge hatten.
1966 fand Dylaby eine direkte museale Fortsetzung in der Ausstellung Hon im Moderna Museet in Stockholm. Sie zeigte, auf Initiative von Pontus Hultén, eine riesengroße, auf dem Rücken liegende weibliche Figur, in deren Leib sich ein Labyrinth befand. Ausführende Künstler waren, wie bei Dylaby, Jean Tinguely, Niki de Saint Phalle und Per Olof Ultvedt. Mit Crocochrome wurde 1977, als Hultén am Centre Pompidou arbeitete, wieder ein gemeinsames Werk gezeigt. Diese Ausstellung hatte jedoch nicht den Erfolg, wie Dylaby oder Hon ihn hatten, was vielleicht an der Architektur des Centre Pompidou oder an den gewandelten Zeiten lag.